# Jenipapo

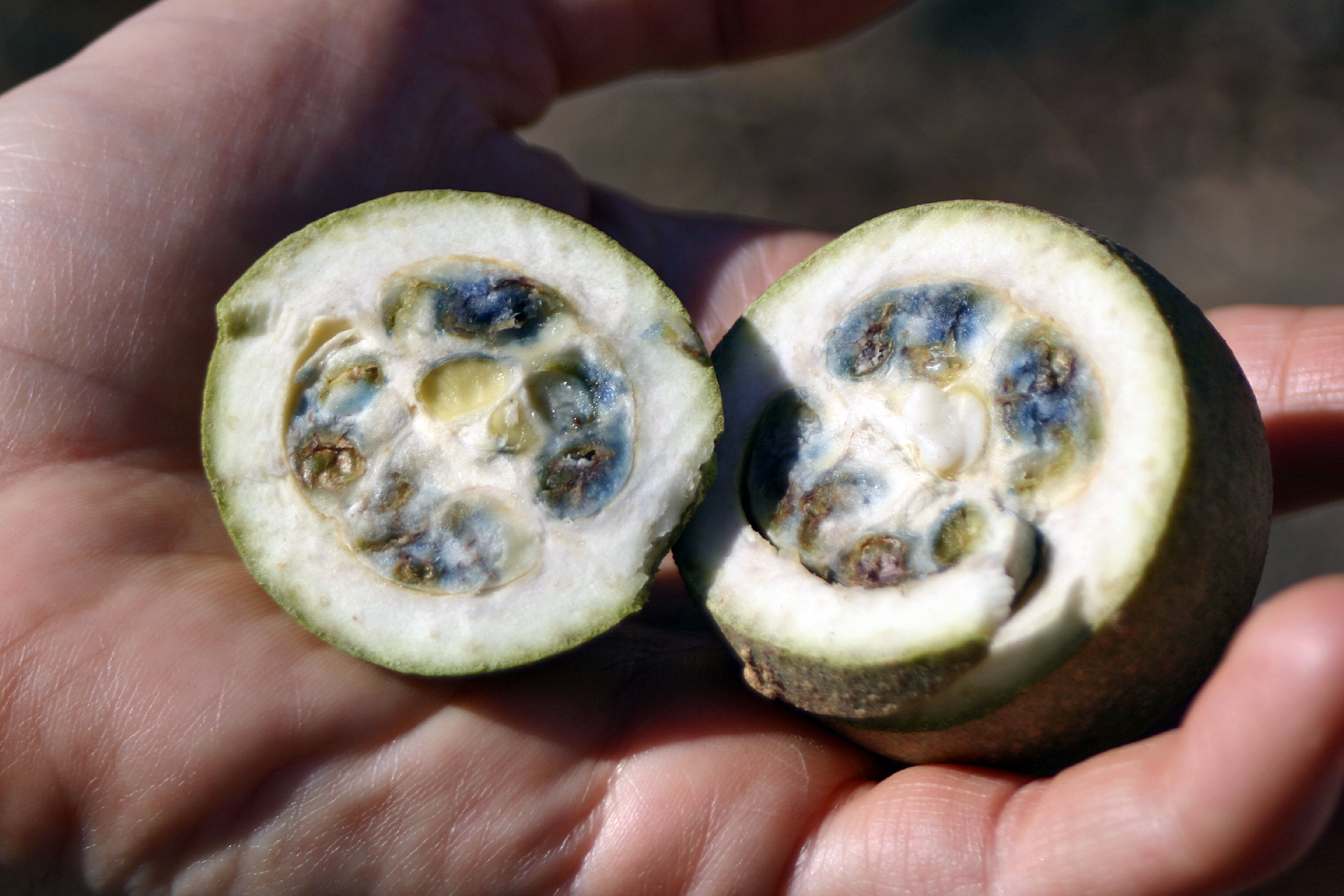
Jenipapo

Jenipapo é o fruto do jenipapeiro (Genipa americana), uma árvore que chega a vinte metros de altura e é da família Rubiaceae, a mesma do café. É encontrada em toda a América tropical. No Brasil, encontramos pés de jenipapo nativos na Amazônia e na mata atlântica, principalmente em matas mais úmidas, ou próximo a rios — a planta inclusive aguenta encharcamento. O jenipapo é usado por muitas etnias da América do Sul como pintura corporal e some depois de aproximadamente duas semanas. A bela coloração azul-escura formada deve-se ao contacto da genipina contida nos frutos verdes com as proteínas da pele, sob ação do oxigênio atmosférico.

## Descrição
O fruto é uma baga subglobosa geralmente de cor amarelo-pardacenta. Sua polpa tem cheiro forte e é comestível, mas é mais apreciada na forma de compotas, doces, xaropes, bebida refrigerante, bebida vinosa e licor.
O licor de jenipapo é uma bebida apreciada na Bahia, em Pernambuco e em cidades de Goiás, inclusive muito vendida em comércios de cidades turísticas como Caldas Novas e Jataí. Nas festas juninas da Bahia, o licor de jenipapo é o mais apreciado e os mais famosos são produzidos no Recôncavo baiano, de forma artesanal, em toneis que ficam em infusão por um ano até serem envasados e consumidas no São João. As cidades com maior tradição na fabricação deste tipo de bebida são Santo Antônio de Jesus, Maragojipe, Cachoeira, Cruz das Almas e Santo Amaro.
Algumas partes do jenipapeiro (como a raiz, as folhas e o fruto) têm diferentes propriedades medicinais. As cascas do caule e as cascas do fruto verde são usadas também para curtir couro, por serem ricas em tanino. O jenipapo usado em forma de garrafada serve para emagrecimento e junção em dietas para redução de colesterol ruim.[carece de fontes?]